# A. J. Preller
A. J. Preller, né en 1976 ou 1977 à Huntington Station, New York, États-Unis, est depuis le 6 août 2014 le directeur-gérant et vice-président exécutif des Padres de San Diego de la Ligue majeure de baseball.

## Biographie

### Débuts
Diplômé de l'université Cornell en 1999, A. J. Preller est après sa graduation stagiaire chez les Phillies de Philadelphie, où il assiste Frank Robinson dans diverses fonctions et se familiarise avec les questions de relations de travail et d'arbitrage salarial. Il est en 2001 engagé dans le département des opérations baseball des Dodgers de Los Angeles, où il travaille durant 3 ans.

### Rangers du Texas
En 2003, il devient directeur du recrutement international des joueurs chez les Rangers du Texas. Particulièrement intéressé par le développement de jeunes talents en Amérique latine, il se déplace fréquemment dans les pays concernés et supervise l'académie de baseball des Rangers en République dominicaine. Il est éventuellement promu au poste d'assistant au directeur-gérant Jon Daniels, gradué de Cornell la même année que lui.

### Padres de San Diego
Le 6 août 2014, A. J. Preller devient le nouveau directeur-gérant des Padres de San Diego, accédant au poste laissé vacant depuis le congédiement le 22 juin précédent de Josh Byrnes. Préféré aux autres candidats Kim Ng, Billy Eppler et Mike Hazen, Preller est la 10e personne à accéder à ce poste pour la franchise de San Diego et il signe un contrat de 5 ans. Il hérite d'une franchise en difficulté, le recrutement de la génération précédente de jeunes talents n'ayant pas donné les résultats promis au niveau majeur. Les Padres sont à ce moment en voie de connaître une 4e saison perdante consécutive, et leur dernière première place dans leur division et dernière participation aux séries éliminatoires datent de 2006.